# KIRA KIRA ホログラム
「KIRA KIRA ホログラム」（キラ キラ ホログラム）は、わーすたの配信限定シングル。2018年10月8日にiDOL Streetから発売された。

## 概要
前作「ヨ・キエロ・ビビール」に引き続き、配信限定シングルである。本作はミュージックカードの販売もないため、完全なる配信限定シングルとなる。
本作の配信についてはスタッフのTwitterで事前に告知された。10月31日に発売されるミニアルバム『GIRLS, BE AMBITIOUS!』に収録されることが既に発表されていたが、ミニアルバムからの先行配信という表現はされていない。ジャケット写真は『GIRLS, BE AMBITIOUS!』のミュージックカードのグループ Ver.の写真と同じ構図であるが、ポーズが異なっているので、購入時に注意が必要である。
「KIRA KIRA ホログラム」は、2018年9月24日に桜坂セントラルで行われた『イセ食品 森のたまご presents わーすたと沖縄でJUMPING SUMMER』で初披露。2018年10月7日からはテレビアニメ『キラッとプリ☆チャン』のエンディングテーマとして使用されている。

## 収録曲
1. KIRA KIRA ホログラム
作詞：鈴木まなか、作曲・編曲：網本ナオノブ

## 音楽配信
本作も『ヨ・キエロ・ビビール』を配信していたダウンロード型もしくはストリーミング型の各サービスで一斉に、『キラッとプリ☆チャン』での初OA日の深夜にあたる10月8日未明に配信され、ハイレゾ音源も同時に配信された。
太字の配信サービスはハイレゾ音源を配信している。

## イベント
CDもミュージックカードも販売しないため、イベントはない。